# Botanophila benegalensis
Botanophila benegalensis är en tvåvingeart som beskrevs av Masayoshi Suwa 1977. Botanophila benegalensis ingår i släktet Botanophila och familjen blomsterflugor.
Artens utbredningsområde är Nepal. Inga underarter finns listade i Catalogue of Life.